# Ghost Story Games
Ghost Story Games — американський розробник відеоігор, що базується у Вествуді та належить Take-Two Interactive. Студія була заснована Кеном Левіном у 2017 році як ребрендинг Irrational Games. Вона спеціалізується на розробці емерджентних ігор з наративним наголосом.

## Історія

### Передумови та заснування

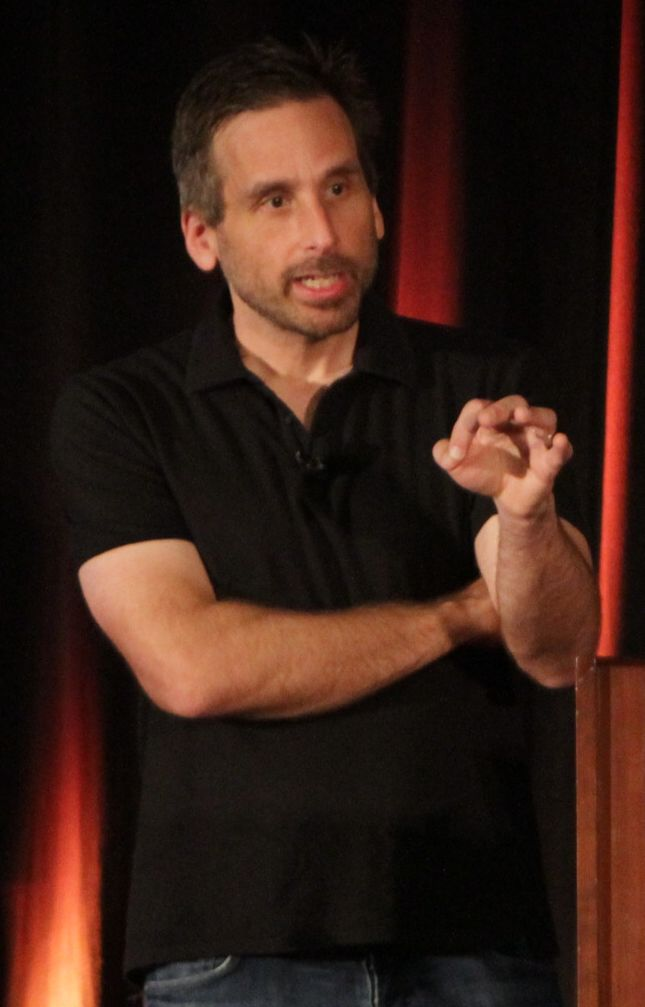
Кен Левін, засновник, президент і креативний директор Ghost Story.

Студія Irrational Games створила низку успішних ігор, включно з BioShock та BioShock Infinite, розробкою яких керував Кен Левін. У міру того, як Irrational вела завершальні роботи над Infinite, Левін заявив, що розробка такого великого проєкту є вкрай напруженою, тому в лютому 2014 року він оголосив про значне скорочення штату студії. За його словами, він хотів розпочати «менше, більш заповзятливе починання в Take-Two». Левін додав: «Мені потрібно переорієнтувати свою енергію на невелику команду з більш „плоскою“ структурою та прямішими відносинами з гравцями. Багато в чому це буде повернення до того, як ми починали: невелика команда, яка створює ігри для основної ігрової аудиторії». Він розглядав можливість створення нової студії, але Take-Two запропонувала йому зберегти підрозділ у компанії. Із сотні співробітників 15 залишилися на колишніх посадах, а решті були знайдені вакансії в інших студіях.
У жовтні 2016 року стало відомо, що Take-Two зареєструвала торговельну марку «Ghost Story». У лютому 2017 року було повідомлено, що студія провела ребрендинг і змінила назву на Ghost Story Games. До її складу увійшли 12 колишніх розробників Irrational, тоді як Левін залишився президентом та креативним директором. Студія працевлаштовує 32 співробітника станом на грудень 2021 року.

### Judas
На з'їзді Game Developers Conference у 2014 році Левін представив свою ідею «наративного Lego», яку він хотів втілити у проєктах студії. Концепція полягала в тому, щоб розділити елементи наративу на ключові аспекти, якими гравець може маніпулювати та впливати на нелінійний сюжет, а потім об'єднати їх таким способом, щоб створити керовану гравцем гру з високою повторюваністю. За словами Левіна, першим проєктом Ghost Story з цим концептом буде науково-фантастична гра від першої особи. У березні 2017 року Левін повідомив, що її ігровий процес натхнений системою «Немезіс» із Middle-earth: Shadow of Mordor, а оточення реагує на дії гравця більш автоматизованим чином. Він також сказав, що гравець має буде сам розібратися в тому, як працюють механіки у грі.
На початку 2022 року було повідомлено, що розробка проєкту, яка тривала майже вісім років на той час, перебуває у «виробничому пеклі». Співробітники студії заявили, що розробка була затримана кількома перезапусками та змінами напряму проєкту, зробленими Левіном, а також його стилем управління, що призвело до вигоряння працівників. У грудні було випущено перший трейлер дебютного проєкту Ghost Story — шутера від першої особи Judas.

## Розроблені ігри
| Рік | Назва | Платформа                                         | Видавець |
| --- | ----- | ------------------------------------------------- | -------- |
| Н/Д | Judas | Microsoft Windows, PlayStation 5, Xbox Series X/S | 2K       |